# Salon de l'automobile de Guangzhou
Le Salon de l'automobile de Guangzhou (chinois : 广州国际汽车展览会 ; pinyin : Guǎngzhōu Guójì Qìchē Zhǎnlǎnhuì), ou China Guangzhou International Automobile Exhibition (CGIAE), plus communément appelé Auto Guangzhou, est un salon international automobile. Il se déroule annuellement depuis 2003 à la fin novembre.

## Éditions

### 14eédition (2016)
- MG ZS

### 16eédition (2018)
Nouveautés
- Jinbei Guangjing
- Jinbei Lingkung V.E.

### 17eédition (2019)
La 17e édition du salon a lieu du 22 novembre au 1er décembre 2019 avec pour thème « New Technology, New Life (en anglais) ».
Nouveautés
- Aston Martin DBX
- Buick Enclave[1] - production locale
- Chang'an CS55 Plus
- Chang'an E-Rock
- Chevrolet Menlo[2] - production locale
- Chevrolet Blazer[3] - production locale
- Dongfeng Fengguang E1
- Dongfeng Fengon E3
- Dongfeng Fengon ix7
- Ford Escape - production locale
- Geely Icon
- Hyundai Lafesta EV - production locale
- Hyundai Lafesta Sport - production locale
- Hyundai Sonata - production locale
- JAC Refine M6L
- JAC Refine S7 Pro
- Jetour X95
- Jetta VS7
- Kia K3 EV - production locale
- Kia KX3 II - production locale
- Lexus UX 300e[4] - première mondiale
- Mercedes-Benz Classe GLB - production locale
- Mercedes-Maybach GLS 600[5] - première mondiale
- Peugeot 2008 II[6] - production locale
- Peugeot e-2008[6] - production locale
- Škoda Kamiq GT[7] - production locale
- Toyota Wildlander - production locale
- Volkswagen Magotan GTE - production locale
- Volkswagen Viloran[8] - production locale
- Weltmeister EX6

Restylages
- Buick GL8 II phase III - production locale
- Buick GL8 III phase II - production locale
- Buick Envision phase II - production locale
- GAC Trumpchi GA8 phase II
- GAC Trumpchi GS4 phase II
- Volkswagen Magotan phase II - production locale

Concept-cars
- Bestune C105 EV Concept
- Chery Tiggo 7 Concept
- Exceed VX Concept
- Hongqi E115 Concept
- Venucia SUV Concept

### 18eédition (2020)
La 18e édition du salon a lieu du 20 novembre au 29 novembre 2020, soit seulement deux mois après l'édition 2020 du salon de Pékin repoussé en raison de la pandémie de Covid-19.
Nouveautés
- Beijing BJ30
- BMW Série 2 Gran Coupé - première locale
- BMW Série 4 Cabriolet - première locale
- Chang'an UNI-T
- Chery Arrizo 5 Plus
- Ciimo M-NV
- Dongfeng Forthing T5 Evo
- Ford Focus IV Wagon - production locale
- GAC-Honda EA6
- GAC Trumpchi Empow 55
- Honda Fit Mugen - production locale
- Honda Life - production locale
- Vezel Mugen - production locale
- Hycan 007 Sport[9]
- Hycan 007S Plus
- Hycan 007S Pro[10]
- Hyundai Mistra II - production locale
- Hyundai Tucson L - production locale
- JAC Refine L6 Max
- Kia Sportage Ace - production locale
- Lincoln Nautilus[11] - production locale
- Lynk & Co 06 PHEV[12]
- Mercedes-Maybach Classe S (W223) - première mondiale
- Mercedes-Benz GLA 35 AMG - production locale
- MG Linghang PHEV[13]
- Roewe Marvel R[14]
- Sihao E10X
- Sihao X4
- Sihao X7
- Toyota Allion - production locale
- Toyota Levin GT[15] - production locale
- Toyota C-HR Hybrid - production locale
- Toyota IZOA Hybrid - production locale
- Toyota RAV4 PHEV - production locale
- Toyota Wildlander PHEV - production locale
- Volkswagen ID.4 Crozz - production locale

Restylages
- Audi A4 Allroad - première locale
- Buick GL6 - production locale
- Hyundai ix35 - production locale
- Jaguar F-Pace - première locale
- Jeep Compass - production locale
- Lexus LS - première locale
- Lynk & Co 01
- Peugeot 4008 - production locale
- Peugeot 5008 - production locale
- Roewe RX5 Max
- Škoda Superb - production locale
- Toyota C-HR - production locale
- Toyota IZOA - production locale

Concept-cars
- ORA Baimao Surf Concept
- ORA Haomao Speedster Concept
- Roewe R-Aura Concept

### 19eédition (2021)
La 19e édition du salon a lieu du 22 novembre au 1er décembre 2021.
Nouveautés
- Audi A8L Horch[16]
- Audi Q4 e-tron[17] - production locale
- Audi Q5 e-tron[18] - production locale
- Bestune B70S[19]
- BYD Destroyer 5[20]
- Cadillac Lyriq - production locale
- Chang'an UNI-V
- Chery Omoda 5[21]
- Chery QQ Ice Cream
- Ford Equator Sport[22] - production locale
- GAC Aion LX Plus[23]
- Genesis GV70 EV[24]
- Honda e:NP1[25] - production locale
- Honda e:NS1[26] - production locale
- Honda Integra[27] - production locale
- Infiniti QX60[28] - production locale
- Lincoln Zephyr[29] - production locale
- Maxus Mifa 9[30]
- Mitsubishi Airtrek[31] - production locale
- Neta S
- Nissan Sylphy e-Power[32] - production locale
- Toyota Corolla Cross[33] - production locale
- Toyota Frontlander[34] - production locale
- Toyota Harrier[33] - production locale
- Toyota Venza[35] - production locale
- Voyah Dreamer[36]
- Wey Mocha PHEV[37]
- XPeng G9[38]

Restylages
- Honda Odyssey[39] - production locale
- Roewe RX5 Max[40]
- Volkswagen Sagitar[41] - production locale

Concept cars
- Audi Grandsphere Concept
- Audi Skysphere Concept
- Buick GL8 Flagship Concept[42]
- Buick Smart Pod Concept[42]
- Forthing U-Tour Concept[43]
- Hycan Concept-S[44]
- Saloon Mecha Dragon[45]

### 20eédition (2022)
La 20e édition du salon devait avoir lieu du 18 novembre au 27 novembre 2022, mais à la suite de la résurgence de l'épidémie de Covid-19, elle a été repoussée. Cette édition a finalement lieu du 30 décembre 2022 au 8 janvier 2023.
Nouveautés
- Beijing X7 Plus
- BMW X1 III - production locale
- Buick Electra 5 - production locale
- Chang'an Yida[48]
- Chevrolet Seeker Red Line[49]
- Ford Edge III - production locale
- Forthing M7 Diplomat[50]
- Forthing Thunder[51]
- GAC Trumpchi GS3 II
- Geome Panda Mini[52]
- Great Wall Shanhai Pao
- Haval H-Dog DHT-PHEV[53]
- Hongqi H6[54]
- Hyper SSR
- IM LS7
- Jetour Dasheng i-DM[55]
- Jidu ROBO-01
- Li Auto L7
- Li Auto L8
- Honda Civic XI hatch - production locale
- Honda ZR-V e:HEV - production locale
- Honda Breeze II - production locale
- Honda Breeze II e:HEV - production locale
- Honda Breeze II e:PHEV - production locale
- Mazda CX-50[56] - production locale
- Mercedes-Benz Classe GLC L - production locale
- Mitsubishi L200
- Neta E
- Nio EC7[57]
- Nio ES8 II
- Peugeot 408X - production locale
- Rising F7
- Shenlan S7
- Smart #3 - production locale
- Tank 300 Cyber Knight
- Tank 700
- Toyota bZ3 - production locale
- Toyota Crown SportCross
- Voyah Zhuiguang
- Wey Lanshan DHT-PHEV[58]
- Zeekr 009

Restylages
- Toyota Levin[59] - production locale

Concept cars
- Chang'an Horizon Concept
- Chang'an VIIA Concept
- Chevrolet FNR-XE Concept[60]
- FAW Fuwei Concept[61]
- Forthing Flagship MPV Concept
- Lincoln Star Concept
- Zeekr M-Vision Concept[62]

### 21eédition (2023)
La 21e édition du salon se déroule du 17 au 26 novembre 2023.
Nouveautés
- Arcfox Alpha-T5[63]
- BMW Série 5 - production locale
- Fengyun A6 / A6 Pro
- Fengyun T6[64]
- GAC Trumpchi E8[65]
- Geely Galaxy E8[66]
- Honda e:NP2[67] - production locale
- Honda e:NS2[68] - production locale
- Hycan A06 Plus[69]
- Kia EV5[70]
- Leapmotor C10[71]
- Lixiang Mega[72]
- Mazda CX-50 HEV[73] - production locale
- MG 6 X-Line[74]
- Nissan Pathfinder[75] - production locale
- Shenlan S7i[76]
- Shenlan SL03i[76]
- Tank 700[77]
- Toyota Camry[78] - production locale
- Voyah Zhuiguang PHEV[79]
- Wuling Xingguang[80]
- XPeng X9[81]
- Zeekr 007[82]

Concept cars
- BYD Sealion  07[83]

### 22eédition (2024)
La 22e édition du salon se déroule du 15 au 24 novembre 2024.
Nouveautés
- Aion UT
- Bestune 03
- Geely Cowboy
- Hyptec HL
- iCar V23
- Livan 8
- Lynk & Co Z20[84]
- MG ES5
- Toyota bZ3X
- Volkswagen Tayron L
- Xiaomi SU7 Ultra

Restylages
- Lexus ES VII phase 4[85].

Concept cars
- Audi A5L
- AUDI E Concept
- Denza N9
- GAC Trumpchi S7
- Nissan N7